# Gebirgs-Hellerkraut
Das Gebirgs-Hellerkraut, Gebirgs-Täschelkraut, Alpen-Hellerkraut oder Voralpen-Hellerkraut (Noccaea caerulescens) ist eine Pflanzenart aus der Gattung der Täschelkräuter (Noccaea) innerhalb der Familie der Kreuzblütengewächse (Brassicaceae).

## Beschreibung

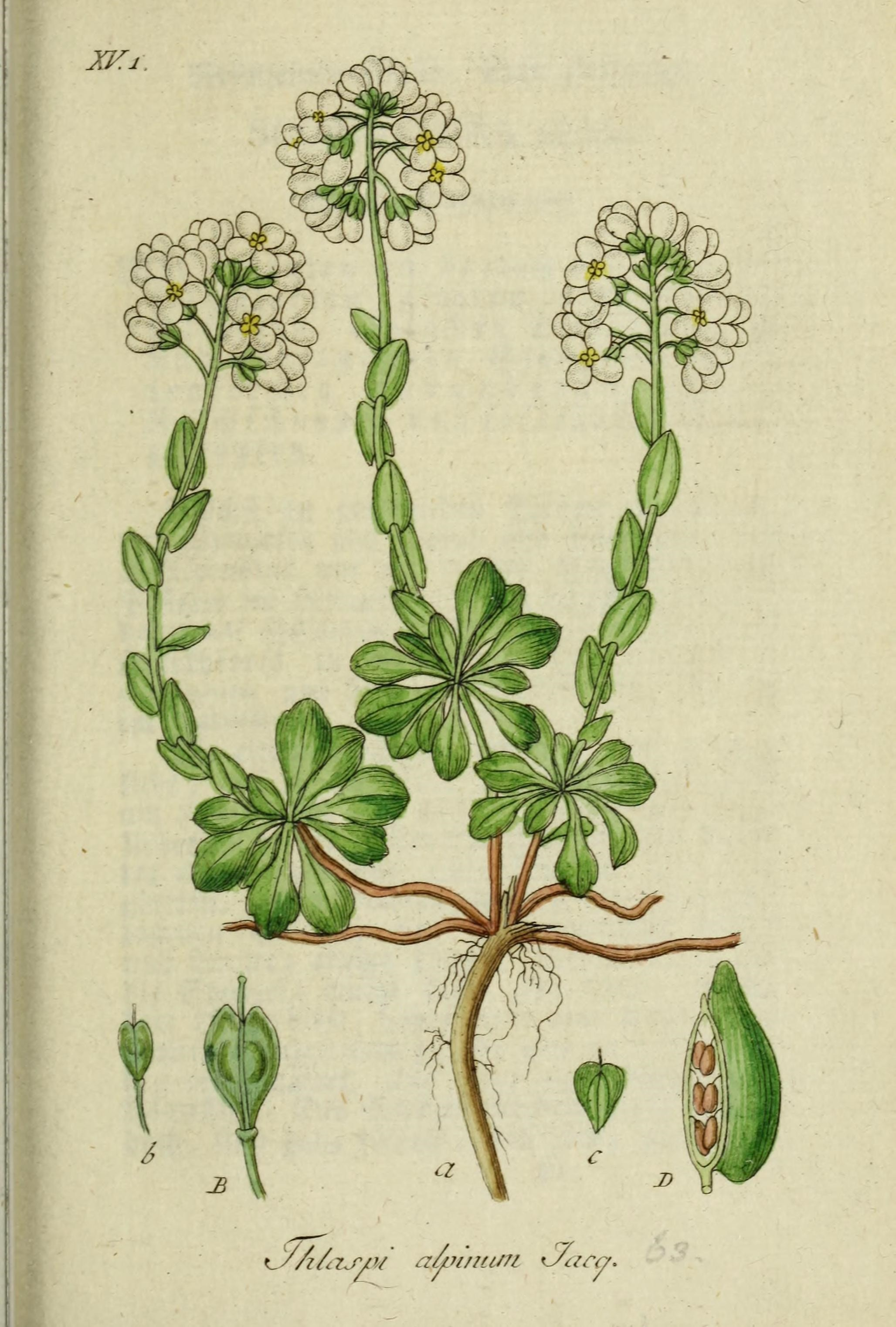
Illustration aus Sturm: Deutschlands Flora in Abbildungen nach der Natur, 1830

### Vegetative Merkmale
Das Gebirgs-Hellerkraut wächst als ausdauernde krautige Pflanze und erreicht Wuchshöhen von 5 bis 25 Zentimetern. Sie besitzt nichtblühende Blattrosetten, aber im Unterschied zum ähnlichen Berg-Hellerkraut (Noccaea montana) keine ausläuferartig verlängerten Seitentriebe. Die fruchtbaren Sprosse sind einfach und aufrecht.
Die Laubblätter sind in grundständigen Rosetten und wechselständig verteilt am Stängel angeordnet. Die Grundblätter sind lang gestielt, elliptisch oder breit spatelförmig, stumpf und meist ganzrandig. Die einfache Blattspreite ist blaugrün und kahl. Die Stängelblätter sind eiförmig-lanzettlich oder schmal-herz-eiförmig und stängelumfassend.

### Generative Merkmale
Die Blütezeit reicht von März bis Mai. In einem anfangs schirmtraubigen, später durch deutliche Streckung der Blütenstandsachse bis zur Fruchtreife, traubigen Blütenständen stehen viele Blüten zusammen.
Die zwittrig Blüte ist vierzählig. Die Kelchblätter sind bei einer Länge von etwa 1,5 Millimetern elliptisch. Die vier weißen bis blauvioletten Kronblätter sind länglich-keilförmig und kaum länger bis doppelt so lang (bei der Unterart Noccaea caerulescens subsp. virens mehr als doppelt so lang) wie die Kelchblätter. Die Staubbeutel sind nach dem Verblühen rötlich bis schwarz-violett.
Die junge Frucht ist ausgerandet, der Griffel ist 0,75 bis 2 Millimeter lang. Die Frucht ist so lang wie ihr Fruchtstiel. Die Frucht ist bei einer Länge von 5 bis 10 Millimetern verkehrt-eiförmig bis keilförmig. Die Fruchtfächer enthalten vier bis sechs Samen. Die Samen sind ellipsoidisch, gelbbraun und glatt.
Die Chromosomenzahl beträgt 2n = 14.

## Inhaltsstoffe
Das Gebirgs-Hellerkraut ist in der Lage, Zink aufzunehmen und im Gewebe zu speichern. Die Konzentration an Zink in den Pflanzenteilen kann bis das 300-fache gegenüber dem betragen, was die meisten Pflanzentaxa als Toleranzgrenze aufweisen. Am meisten Zink weisen die Laubblätter auf.

## Zeigerwerter
Die ökologischen Zeigerwerte nach Landolt et al. 2010 sind in der Schweiz: Feuchtezahl F = 2+w (frisch aber mäßig wechselnd), Lichtzahl L = 4 (hell), Reaktionszahl R = 2 (sauer), Temperaturzahl T = 2 (subalpin), Nährstoffzahl N = 3 (mäßig nährstoffarm bis mäßig nährstoffreich), Kontinentalitätszahl K = 3 (subozeanisch bis subkontinental).

## Systematik
Die Erstbeschreibung erfolgte 1819 unter dem Namen (Basionym) Thlaspi caerulescens durch Jan Svatopluk Presl und Karel Bořivoj Presl in Flora Čechica, S. 133. Die Neukombination zu Noccaea caerulescens (J.Presl & C.Presl) F.K.Mey. wurde 1973 durch Friedrich Karl Meyer in Conspectus der Thlaspi-Arten Europas. Afrikas und Vorderasiens. In: Feddes Repertorium, Band 84, Nummer 5–6, S. 463 veröffentlicht. Weitere Synonyme für Noccaea caerulescens (J.Presl & C.Presl) F.K.Mey. sind je nach Autor, beispielsweise: Thlaspi alpestre (L.) L. non Jacq., Thlaspi calaminare (Lej.) Lej. & Courtois, Thlaspi gaudinianum Jord., Thlaspi lereschii Reut., Thlaspi muretii Gremli, Thlaspi oligospermum (Merino) Greuter & Burdet, Thlaspi pratulorum Gand., Thlaspi rhaeticum Jord., Thlaspi suecicum Jord., Thlaspi villarsianum Jord., Thlaspi virgatum Gren. & Godr., Thlaspi vogesiacum Jord., Thlaspi vulcanorum Lamotte, Thlaspi alpestre var. calaminare Lej., Thlaspi alpestre subsp. calaminare (Lej.) O.Schwarz, Thlaspi caerulescens subsp. calaminare (Lej.) Dvořáková, Noccaea oligosperma (Merino) Holub.
Die Art Noccaea caerulescens ist wegen häufiger Selbstbestäubung, die neu erworbene Eigenschaften oft in kleinen isolierten Vorkommen gut erhält formenreich und wird deshalb auch als Sammelart mehrerer Kleinarten angesehen. Je nach Autor werden die Taxa im Rang von Arten, Unterarten oder Varietäten geführt. Es ist weitere Forschungsarbeit erforderlich um die natürlichen Verwandtschaft und den Umfang der Arten zu klären.

### Botanische Geschichte

#### Mitteleuropäische Unterarten
Bei manchen Autoren gab es Unterarten, hier die Darstellung nach Oberdorfer 2001 nur nach morphologischen Merkmalen:
- Noccaea caerulescens subsp. brachypetala (Jord.) Tzvelev hat meist einen ästigen Stängel, und die Staubbeutel bleiben gelb oder rötlich. Die Blütenhüllblätter sind 2 bis 3 Millimeter lang und sind wenig länger als der Kelch. Es wächst in Österreich, zum Beispiel häufig im Montafon. Es kommt vor in Pflanzengesellschaften des Verbands Polygono-Trisetion.[3]
- Noccaea caerulescens (J.Presl & C.Presl) F.K.Mey. subsp. caerulescens hat meist einen einfachen Stängel, die Staubbeutel verfärben sich blauviolett. Die Blütenkronblätter sind bis 3,5 Millimeter lang und sind doppelt so lang wie der Kelch. Die Pflanze ist zwei- bis dreijährig, die Blütenblätter sind so lang oder kürzer als die Staubblätter. Sie gedeiht auf Berg-, seltener Talwiesen im Alpenvorland, Schwarzwald, Rheinischen Schiefergebirge, in Thüringen, Sachsen, dem Fichtelgebirge und dem Bayerischen Wald. Es gedeiht in Pflanzengesellschaften des Verbands Polygono-Trisetion, kommt aber auch in denen des Verbands Arrhenatherion vor.[3] Das Gebirgs-Hellerkraut ist präalpin in den süd-, mittel- und osteuropäischen Gebirgen verbreitet. Das Gebirgs-Hellerkraut wächst gesellig in Bergwiesen oder rasigen Böschungen. Es gedeiht am besten auf kalkarmen, mäßig sauren, humosen Lehmböden.
- Galmei-Hellerkraut (Noccaea caerulescens subsp. calaminaris (Lej.) Mag.): Sie ist ausdauernd und die Blütenkronblätter länger als die Staubblätter. Diese Unterart, die auch als Art oder Synonym der Nominatform angesehen wird, kommt in lückigen Schwermetallrasen vor, zum Beispiel bei Aachen und Osnabrück. Es ist eine Charakterart des Verbands Thlaspion calaminariae.[3]
- Grünes Hellerkraut (Noccaea caerulescens subsp. virens (Jord.) Kerguélen): Diese Unterart hat kurze und dichte Fruchtstände und die Kronblätter sind mehr als doppelt so lang wie der Kelch. Sie kommt in Frankreich und in den Schweizer und italienischen Alpen vor. Sie steigt an der Fluhalp bei Zermatt bis zu einer Höhenlage von 2606 Meter auf.[2] Die ökologischen Zeigerwerte nach Landolt et al. 2010 sind in der Schweiz: Feuchtezahl F = 3+w (feucht aber mäßig wechselnd), Lichtzahl L = 5 (sehr hell), Reaktionszahl R = 2 (sauer), Temperaturzahl T = 1+ (unter-alpin, supra-subalpin und ober-subalpin), Nährstoffzahl N = 3 (mäßig nährstoffarm bis mäßig nährstoffreich), Kontinentalitätszahl K = 4 (subkontinental).[7]